# Dieta en el cristianismo

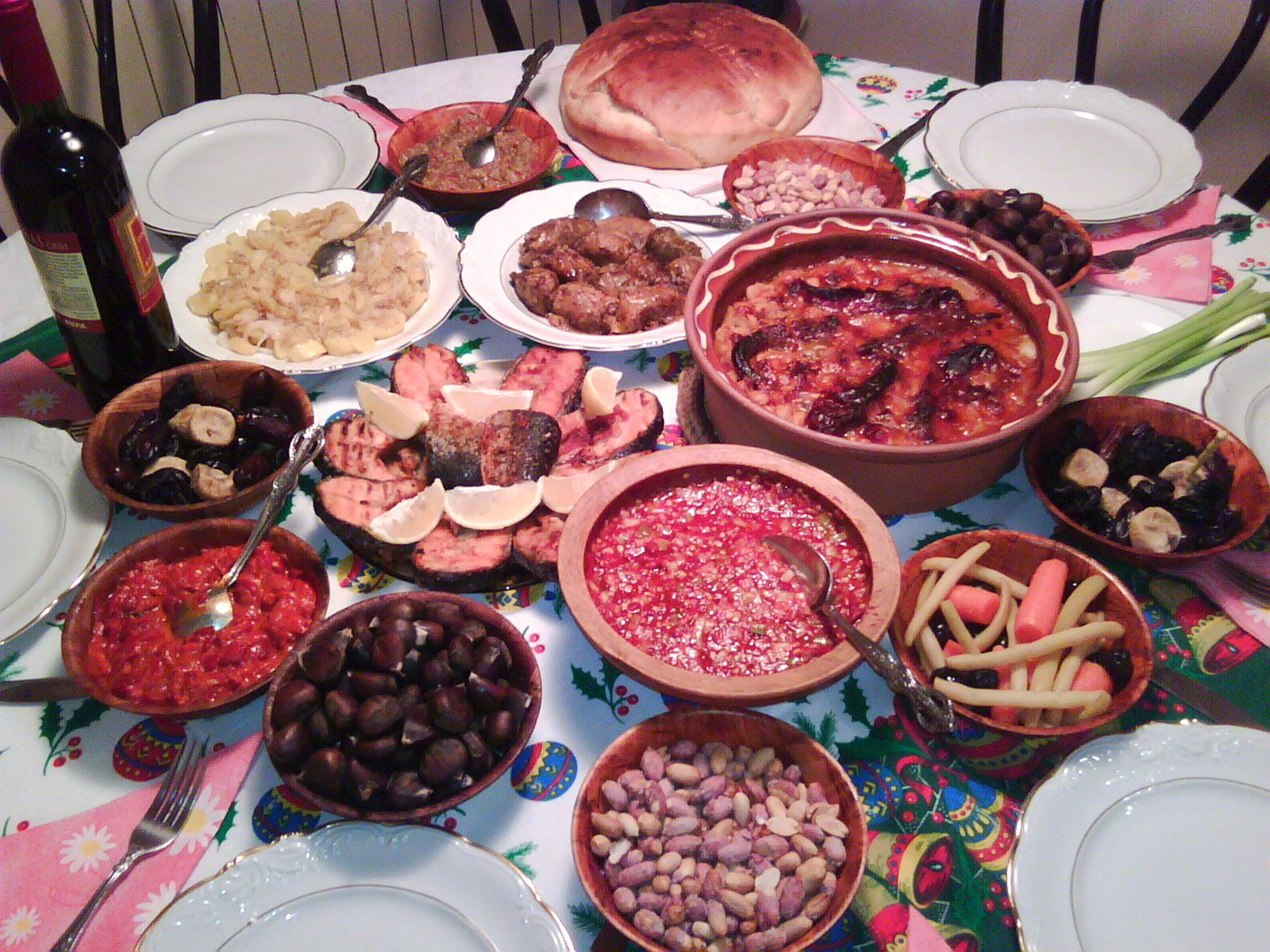
Mesa de Navidad en Macedonia (véase: Gastronomía navideña)

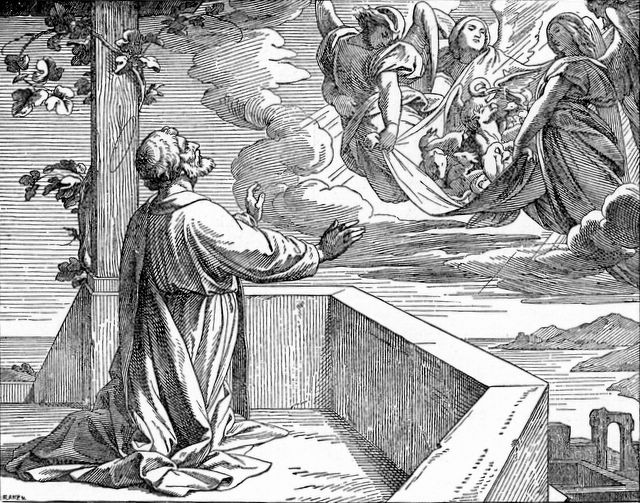
La visión de Pedro por Henry Davenport Northrop, 1894.

La dieta en el cristianismo se refiere a las normas alimentarias que la fe de Cristo impone a sus fieles.
En la corriente principal del cristianismo de Nicea, no hay restricciones sobre los tipos de animales que se pueden comer. Esta práctica se deriva de una interpretación del Sueño de Pedro, descrita en la Biblia (Hechos 10:1-48).
No obstante, el Nuevo Testamento da una pauta sobre el consumo de carne, que practica la Iglesia hoy; que es no es consumir alimentos ofrecidos a los ídolos paganos, una convicción que los primeros Padres de la Iglesia, como Clemente de Alejandría y Orígenes, predicaron. Además, los cristianos más devotos tradicionalmente bendicen cualquier comida antes de comerla con una oración a la hora de comer (gracias o benedícite), para agradecer a Dios por la comida que tienen.
El sacrificio de animales para la alimentación a menudo se realiza sin la fórmula trinitaria, aunque la Iglesia Apostólica Armenia, entre otras iglesias ortodoxas, tiene rituales que «muestran vínculos obvios con la shechitah, la matanza judía kosher». La Biblia, afirma Norman Geisler, estipula que uno «se abstenga de la comida sacrificada a los ídolos, de la sangre, de la carne de animales estrangulados».
En el Nuevo Testamento, Pablo de Tarso señala que algunos cristianos devotos pueden desear abstenerse de consumir carne que se ha ofrecido a los ídolos si causa que «mi hermano tropiece» en su fe con Dios (cf. 1 Corintios 8:13). Por ello, algunos monjes cristianos, como los trapenses, han adoptado una política de vegetarianismo cristiano. Además, los cristianos de la tradición adventista del séptimo día generalmente «evitan comer carne y alimentos muy condimentados». Los cristianos en las denominaciones anglicana, católica, luterana, metodista y ortodoxa tradicionalmente observan unos días sin carne, especialmente durante la temporada litúrgica de la Cuaresma. En efecto, para el catolicismo hay sólo cuatro días al año en que está proscrito el consumo de carne: el Miércoles de Ceniza, el Viernes de Concilio, el Jueves Santo y el Viernes Santo.

## Método de sacrificio
A lo largo de los años, las diferentes vertientes cristianas interpretan de forma distinta el versículo 25 del capítulo 21 de Hechos de los Apóstoles. Con referencia a los tiempos medievales, Jillian Williams afirma que «a diferencia de los métodos judíos y musulmanes de sacrificio de animales, que requieren el drenaje de la sangre del animal, las prácticas cristianas de sacrificio no solían especificar el método de sacrificio». En la práctica real, afirma Williams, los cristianos europeos han practicado de manera flexible tanto el método de drenar la sangre como retorcer el cuello del animal para retener su sangre como alimento valioso.
Según Basheer Ahmad Masri, «los métodos de matanza judíos y cristianos cumplen la condición islámica de sangrar al animal». En contraste, David Grumett y Rachel Muers afirman que los métodos de matanza de los ortodoxos cristianos Shechitah y de los judíos kosher difieren del método musulmán Halal (Dabh) que requiere el corte profundo para «cortar la tráquea, el esófago y las venas yugulares» ya que se cree que produce carne con un sufrimiento mínimo para el animal.

### Sangre
Algunas corrientes cristianas, incluida la Iglesia ortodoxa griega, fundamentadas en los libros de Génesis 9.4, Levítico 17.10-14, Levítico 19.26, Deuteronomio 12.16-25, Hechos de los Apóstoles 15.20, Hechos 15.29, y Hechos 21.25, no consumen sangre como por ejemplo la sopa de sangre, o alimentos preparados con sangre como la morcilla, o adicionados con sangre como algunas marcas de café o chocolate. Así mismo no consumen carne si el animal no fue sacrificado mediante el total desangrado. En este aspecto, dicha visión del cristianismo coincide con el judaísmo y el islamismo, por lo que dichos cristianos suelen preferir alimentos con sellos kosher.

## Alcohol
La mayoría de denominaciones cristianas toleran el consumo moderado de alcohol, incluyendo los anglicanos, católicos, luteranos y ortodoxos. Aun así, denominaciones más pequeñas evangélicas como la Iglesia de Jesucristo de los Santos de los Últimos Días, la Iglesia adventista del Séptimo Día, las Iglesias bautistas, metodistas y  pentecostales se abstienen o prohíben el consumo de alcohol (abstencionismo y prohibicionismo). Sin embargo, todas las iglesias cristianas, en vista de la posición bíblica sobre el tema, condenan universalmente la embriaguez como pecaminosa.